# Ocularia flavovittata
Ocularia flavovittata là một loài bọ cánh cứng trong họ Cerambycidae.